# Dailamitas

Tabaristão

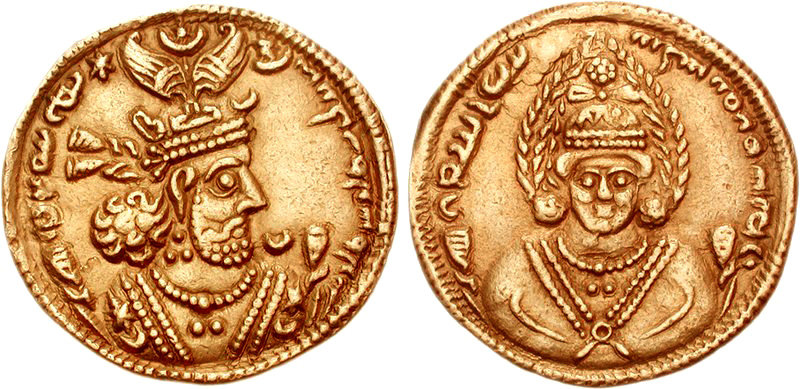
Dinar de ouro de r.

Dailamitas eram um povo iraniano que habitou as regiões montanhosas ao norte do Irã, na costa sul do mar Cáspio. Eles foram empregados como soldados no tempo do Império Sassânida, e resistência por muito tempo a conquista árabe da Pérsia e sua subsequente islamização. Nos anos 930, a dinastia buída de origem dailamita emergiu e conseguiu adquirir controle sobre grande parte do atual Irã, que conseguiram reter até a chegada dos turcos seljúcidas em meados do século XI.

## História
Os dailamitas viveram nos planaltos de Dailão, parte da Cordilheira Elbruz, entre Guilão e Tabaristão. Contudo, as antigas fontes cristãs e zoroastristas indicam que os dailamitas originalmente vieram da Anatólia, próximo ao rio Tigre, onde grupos etnolinguisticamente iranianos como as tribos zazas vivem atualmente. Eles falavam a língua deilami, um dialeto iraniano noroeste similar aquele dos vizinhos guilitas. O cristianismo nestoriano espalhou-se entre eles devido as atividades de João e Dailão, e bispados são relatados nesta área remova tão tarde quanto os anos 790, enquanto é possível alguns continuaram a existir até o século XIV.
Durante o Império Sassânida, os dailamitas foram empregados como infantaria de alta qualidade. Segundo os historiadores bizantinos Procópio de Cesareia e Agátias, eles era um povo belicoso e habilidoso em luta corpo a corpo, sendo armados cada um com uma espada, um escudo e lanças ou dardos. Apoiaram a rebelião de Vararanes VI (r. 590–591) contra Cosroes II (r. 590–628), mas foram posteriormente empregados pelo último como parte de sua guarda pessoal, compondo um destacamento de 4 000 soldados. O general sassânida Uarizes, que foi enviado por Cosroes I (r. 531–578) em 570 para capturar o Iêmem, foi também provavelmente de ascendência dailamita, e suas tropas incluíam dailamitas, que mais tarde desempenhariam um papel significativo na conversão do Iêmem ao islamismo nascente.

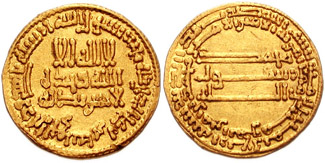
Dinar de Harune Arraxide r.

Algumas fontes muçulmanas sustenta que após a derrota persa na batalha de Cadésia, o contingente de 4 000 dailamitas da guarda imperial, junto com outras unidades persas, desertaram para o lado árabe, convertendo-se ao islamismo. No entanto, os dailamitas conseguiram resistir à invasão árabe em sua terra natal montanhosa por vários séculos sob seus próprios líderes locais. A guerra na região endêmica, com raides e contra-raides de ambos os lados. Sob os árabes, a antiga fortaleza persa de Gasvim continuou seu papel original, oriundo do período sassânida, como baluarte contra os raides dailamitas. Segundo o historiador Atabari, os dailamitas, junto com os turcos, foram considerados os piores inimigos dos muçulmanos.
Os abássidas penetraram na região e ocuparam parte dela, mas seu controle nunca foi muito efetivo. Durante o reinado de Harune Arraxide (r. 786–809), vários xiitas fugiram para junto dos dailamitas, muitos dos quais pagãos, com alguns zoroastristas e cristãos, para escapar da perseguição. Entre estes refugiados estavam os álidas, que começaram a conversão gradual dos dailamitas ao islamismo xiita. No entanto, uma forte identidade persa permaneceu arraigada nos povos da região, junto com uma mentalidade antiárabe. Os governante locais, como os buídas e ziáridas, fizeram questão de celebrar antigos festivais iranianos e zoroastristas.